# Preaek Luong
Preaek Luong es una comuna (khum) del distrito de Aek Phnum, en la provincia de Battambang, Camboya. En marzo de 2008 tenía una población estimada de 8217 habitantes.
Se encuentra ubicada al oeste del país, a poca distancia al este de la frontera con Tailandia y al oeste del lago Sap (Tonlé Sap).